# Jaroslav Josef Polívka
Jaroslav Josef Polivka (20 avril 1886 – 9 février 1960) est un ingénieur en structure tchèque qui a collaboré avec Frank Lloyd Wright entre 1946 et 1959.
Jaroslav Josef Polivka alias J. J. Polivka est ingénieur civil qui est né à Prague en 1886. Il a obtenu son diplôme de premier cycle en ingénierie des structures au Collège de technologie de Prague en 1909. Il a ensuite étudié à l’Institut polytechnique fédéral de Zurich, en Suisse, et à l’Institut de technologie de Prague, où il a obtenu un doctorat en 1917. Après avoir servi comme soldat pendant la Première Guerre mondiale, il a ouvert son propre bureau d’architecture et d’ingénierie à Prague et a développé ses compétences dans l’analyse des contraintes du béton armé, du béton armé précontraint et des structures en acier. 
Polivka a conçu la charpente structurelle du pavillon tchèque à l’Exposition internationale de Paris de 1937 en collaboration avec le célèbre architecte tchèque Jaromír Krejcar et l’ingénieur tchèque René Wiesner. Deux ans plus tard, il travaille avec l’architecte tchèque Kamil Roškot pour concevoir un autre pavillon tchèque à l’Exposition universelle de New York de 1939. En 1939, Polivka a émigré aux États-Unis et a pris un poste d’associé de recherche et de conférencier à l’université de Californie, Berkeley.